# Sonate K. 168
La sonate K. 168 (F.118/L.280) en fa majeur est une œuvre pour clavier du compositeur italien Domenico Scarlatti.

## Présentation
La sonate K. 168 en fa majeur, notée Vivo, forme une paire avec la sonate précédente. La K. 168 est une sorte d'étude des contretemps.

## Manuscrits
Le manuscrit principal est le numéro 21 du volume I de Venise (1754), copié pour Maria Barbara ; l'autre est Parme I 20.

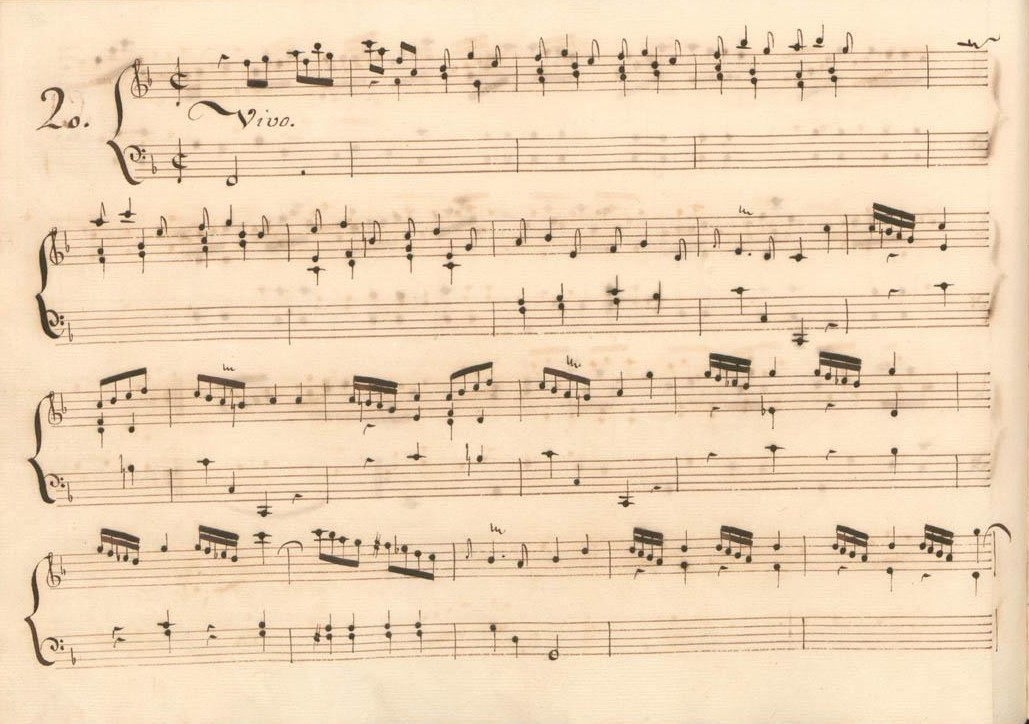
Parme I 20.
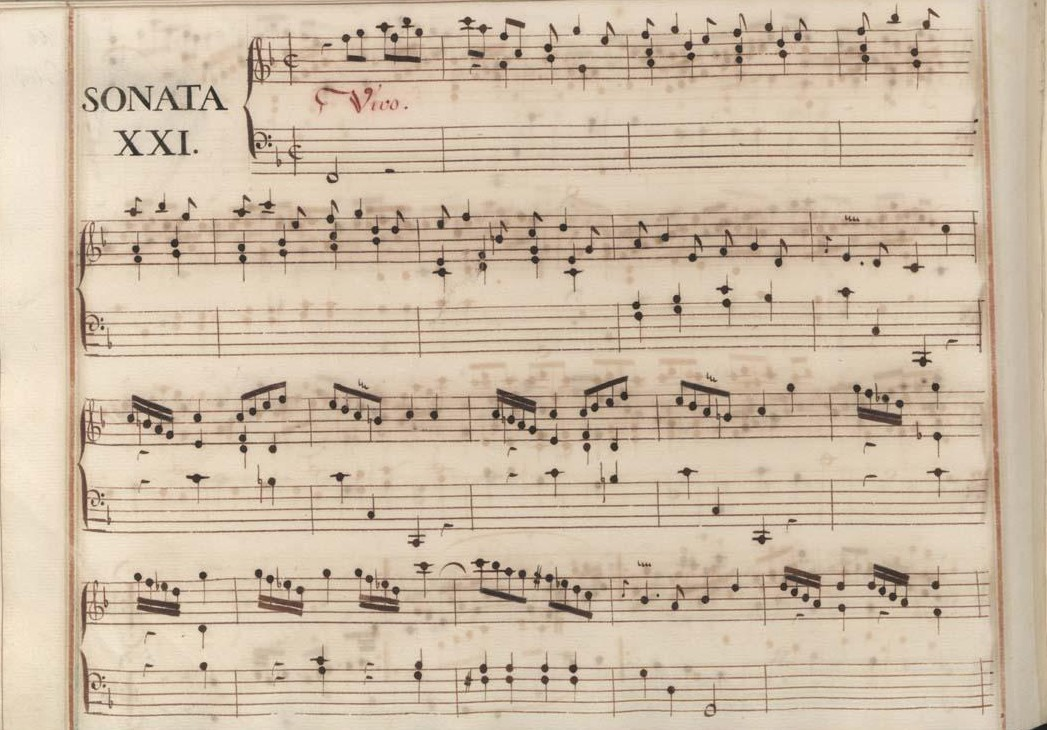
Venise I 21.
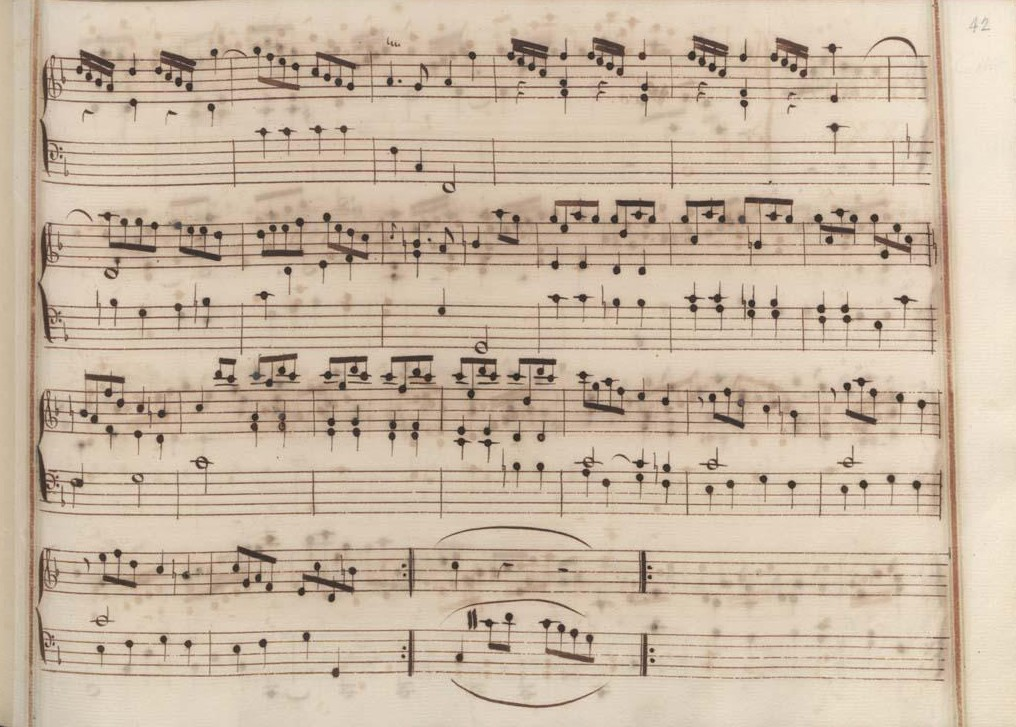
Venise I 21 (fin de la première section).

## Interprètes
La sonate K. 168 est défendue au piano notamment par Carlo Grante (2009, Music & Arts, vol. 1) et Soyeon Lee (2017, Naxos, vol. 21) ; au clavecin par Scott Ross (1985, Erato), Richard Lester (2001, Nimbus, vol. 1) et Pieter-Jan Belder (Brilliant Classics, vol. 4).

## Sources
: document utilisé comme source pour la rédaction de cet article.
- Ralph Kirkpatrick (trad. de l'anglais par Dennis Collins), Domenico Scarlatti, Paris, Lattès, coll. « Musique et Musiciens », 1982 (1re éd. 1953 (en)), 493 p. (ISBN 978-2-7096-0118-4, OCLC 954954205, BNF 34689181).
- Alain de Chambure, « Domenico Scarlatti : Intégrale des sonates — Scott Ross », Erato (2564-62092-2), 1985 (OCLC 891183737) .